# Фонтон, Антон Антонович
Антон Антонович Фонтон (1780 — 24 апреля 1864) — русский дипломат, тайный советник.

## Биография
Француз по происхождению, что подтверждает в своих «Записках» знавший Фонтона лично граф Ланжерон. Члены семьи Фонтон на протяжении длительного времени служили драгоманами (переводчиками) французского посольства в Константинополе, но после свержения королевской власти во Франции покинули французскую дипломатическую службу. В 1798 году Антон Антонович Фонтон, его брат, Пётр Антонович и дядя, Иосиф Петрович Фонтоны перешли в Константинополе на русскую дипломатическую службу и были сначала определены в ведомство Коллегии иностранных дел с причислением к русской миссии в Константинополе. 
В 1809 году был командирован к главнокомандующему Задунайской армией фельдмаршалу князю Прозоровскому, а в 1811 году назначен главным переводчиком на конгресс, собранный в Бухаресте для заключения мирного договора (в работе над подписанием договора принимали участия все три Фонтона —  Пётр, Иосиф и Антон). 
После заключения Бухарестского мира был отправлен в Константинополь старшим драгоманом русского посольства и оставался в этой должности до 1818 года, когда был отозван в Санкт-Петербург, где служил в Азиатском департаменте Министерства иностранных дел. В 1822 году получил должность старшего драгомана Азиатского департамента, а через год назначен (переименован) управляющим только что учреждённого Отделения восточных языков того же департамента. В 1826 году участвовал в Аккерманской конференции в качестве начальника канцелярии русских уполномоченных и старшего драгомана, а в 1828 году, с началом войны с Турцией, назначен правителем (директором) походной канцелярии главнокомандующего — фельдмаршала графа Витгенштейна. 
В 1832 году Фонтон был назначен непременным членом совета министерства иностранных дел, и в этой должности он оставался до своей смерти. 
За свои заслуги Фонтон получил многочисленные награды: не считая подарков и орденов, в 1824 году государь пожаловал ему в Бессарабской области 6000 десятин земли в собственность, и затем два участка в льготную аренду: один, начиная с 1826 года, по 2000 рублей в год, и другой, независимый от первого, на пятьдесят лет, начиная с 1829 года, по 4000 рублей в год.
Скончался Фонтон в 1864 году.